# Skaphander (Computerspiel)
Skaphander – Der Auftrag war das erste Computerspiel des deutschen Entwicklerteams „oP group Germany“ und wurde von Navigo 1995 veröffentlicht. Bei Skaphander handelte es sich um einen „unblutigen“ Ego-Shooter, in welchem man in die Haut des Protagonisten Victor Marrazzo schlüpfte, der im Auftrag einer Geheimdienstorganisation das weltweite Datennetz von gefährlichen Viren befreien und zugleich seinen verschollenen Bruder retten musste. Die von William Gibson inspirierte Spielhandlung von Rael Wissdorf nimmt damit bereits einige Matrix-Ideen vorweg.
Technisch ist Skaphander gemessen am Erscheinungsjahr erstaunlich ausgereift und bot einige Features mehr als das zu dieser Zeit äußerst populäre Doom – ein Mehrspielermodus war allerdings noch nicht implementiert. Für Skaphander wurde erstmals die von Conitec entwickelte Grafikengine Acknex eingesetzt.
1997 erschien bei Data Becker ein ebenfalls von oP group entwickeltes Upgrade unter dem Titel „Virus Explosion“.